# Claudia Marx
Claudia Marx (* 16. September 1978 in Ost-Berlin) ist eine ehemalige deutsche Leichtathletin, die seit Mitte der 1990er Jahre als 400-Meter-Läuferin erfolgreich war. Nachdem sie nach einem Unfall 1998 ihre Karriere beinahe hatte beenden müssen, konnte sie später wieder an Wettkämpfen teilnehmen. Ihre größten Erfolge sind die Staffel-Silbermedaille im 4-mal-400-Meter-Staffellauf bei den Weltmeisterschaften 2001 und die Staffel-Goldmedaille bei den Europameisterschaften 2002.

## Anfänge
Claudia Marx wurde am 16. September 1978 in Berlin in eine sportbegeisterte Familie geboren. Ihr Vater Wolfram Marx war Berliner Meister im Hochsprung, die Mutter Regina spielte in der Basketballauswahl der DDR. Marx begann früh mit der Leichtathletik, bereits mit vierzehn Jahren startete sie 1993 beim SV Preußen Berlin. Anfang Juli 1993 erreichte sie überraschend den zweiten Platz bei den deutschen B-Jugendmeisterschaften in Dortmund. Sie lief die 300 Meter in 40,01 s. Außerdem wurde sie sowohl 1993 als auch 1994 Dritte im Mehrkampf der B-Jugend.
Ihre großen Erfolge sorgten dafür, dass Marx in den Kader für die Juniorenweltmeisterschaften 1996 in Sydney berufen wurde. Im Vorfeld der Titelkämpfe erlitt sie einen Ermüdungsbruch, weswegen sie lediglich als Ersatzmitglied mitreiste. Sie trat nur im Vorlauf an, bekam aber trotzdem nach dem Sieg der 4-mal-400-Meter-Staffel durch Müller, Gesell, Harstick und Urbansky auch eine Goldmedaille verliehen. Ihr Trainer Bernd Knobloch bereitete sie anschließend auf die Junioreneuropameisterschaften 1997 vor, wobei sie im Einzelrennen über 400 Meter Platz fünf erreichte und mit der 4-mal-400-Meter-Staffel die Bronzemedaille holte.

## Unfall
Am 20. Mai 1998 wurde Marx, zusammen mit ihrem Trainer Knobloch und dem Hürdenläufer Aljoscha Nemitz, auf der Autobahn von der Straße gedrängt, wobei sie sich sechs Rippen brach und ein Lungenflügel einfiel. Im Krankenhaus wurde sie drei Tage beatmet, damit die Lunge sich stabilisieren konnte. Als sie außer Lebensgefahr war, sah es trotzdem erst so aus, als sei die Karriere vorüber. Sie fing bereits im Krankenhaus mit kleinen sportlichen Übungen an und absolvierte ein mehrmonatiges Rehabilitationsprogramm. Zwei Monate nach dem Unfall fing sie wieder an zu laufen und setzte 1999 ihre Karriere im Leistungssport fort. Sie steigerte im Lauf dieses Jahres ihre persönliche Bestzeit über 400 Meter um eine Sekunde auf 52,26 s.

## Fortsetzung der Karriere
Höhepunkt des Jahres 1999 waren für Marx allerdings die U23-Europameisterschaften, wo sie mit der Staffel die Silbermedaille holte. Bei den Weltmeisterschaften in der Halle und im Freien war sie jeweils nur Ersatzfrau für die Staffel. Nachdem Marx im Finale der Halleneuropameisterschaften in Gent nach einem Rempler der Bulgarin Daniela Georgiewa gestürzt war und somit das Rennen nicht hatte beenden können, verlief der Rest der Saison ebenfalls unglücklich. Zudem verhinderte ein Knorpelschaden im Knie ihre Teilnahme an den Olympischen Spielen in Sydney. Im Jahr darauf ging es wieder bergauf mit ihr, bei den Hallenweltmeisterschaften in Lissabon gewann sie die Bronzemedaille mit der 4-mal-400-Meter-Staffel, bei den Weltmeisterschaften in Edmonton konnte sie sogar mit der Staffel die Silbermedaille holen, nachdem die Staffel der Vereinigten Staaten beim Lauf unglücklicherweise ihren Stab verloren hatten.
Im Jahr 2002 ging es wieder bergauf und bergab für sie. Beim Europacup in Annecy trat sie trotz einer schweren Erkältung an und musste sich mit dem letzten Platz begnügen. Am Tag darauf erreichte sie zwar mit der Staffel den zweiten Platz, stürzte beim Stabwechsel aber unglücklich und brach sich den Kiefer. Die Deutschen Meisterschaften verpasste sie deswegen, war aber zu den Europameisterschaften in München rechtzeitig wieder fit. Trotz ihres Trainingsmangels schaffte sie, zusammen mit Florence Ekpo-Umoh, Birgit Rockmeier und Grit Breuer, im Finale vor Russland als Erste ins Ziel zu laufen und die Goldmedaille zu erreichen.
Nach den Erfolgen der vergangenen Jahre ging es 2003 und 2004 stetig bergab. Zwar begann die Saison noch vielversprechend mit der Silbermedaille beim 1. Halleneuropacup in Leipzig mit der 1-2-3-4-Runden-Staffel. Doch schon bei den Weltmeisterschaften in Paris/Saint-Denis musste sie als Sechste im Vorlauf über 400 Meter ihre Hoffnung begraben. Mit der 4-mal-400-Meter-Staffel belegte sie drei Sekunden hinter den Podestplätzen den vierten Rang. Sogar die äußerst erfolgreiche Staffel konnte bei den Olympischen Spielen in Athen nicht mehr auftrumpfen und schied bereits nach dem Vorlauf aus. Claudia Marx wurde 2005 zwar nochmal Deutsche Hallenmeisterin über 400 Meter, wechselte allerdings im Sommer endgültig auf die Hürdenbahn.

## Hürdenlauf
Claudia Marx war bereits 2004 von Berlin nach Dresden gezogen, um dort mit Dietmar Jarosch auf der Hürdenstrecke neu anzufangen. Im Juni 2005 lief Marx erstmals ein Rennen über 400 Meter Hürden. Beim Europacup wurde sie Dritte und bei den Weltmeisterschaften in Helsinki drang sie immerhin bis ins Halbfinale vor. Mit der Staffel erreichte sie im Finale den sechsten Platz. Im Jahr 2006 gelang ihr der vierte Rang bei den Europameisterschaften in Göteborg, ihr größter Einzelerfolg. Als Schlussläuferin der 4-mal-400-Meter-Staffel erreichte sie danach den fünften Platz.
Nach mehreren langwierigen Verletzungen, die sie unter anderem die Teilnahme an den Olympischen Spielen 2008 in Peking und an den Heimweltmeisterschaften 2009 in Berlin kosteten, gelang Claudia Marx 2010 ein kleines Comeback im Trikot des Dresdner Sportclubs 1898. Zwar verzichtete sie angesichts ihrer Verletzungsgeschichte auf Rennen über die Hürden, dennoch gelang es ihr bei den Deutschen Meisterschaften in Braunschweig im 400-Meter-Einzelrennen auf den dritten Platz zu laufen. Mit der 4-mal-400-Meter-Staffel erreichte sie zudem einen zweiten Platz. Am 18. Juli 2010, dem Tag nach den Meisterschaften, verkündete Claudia Marx ihren Rücktritt vom Leistungssport. Ihre Bestzeiten liegen bei 51,41 s über 400 Meter aus dem Jahr 2001 und 54,80 s über die Hürdenstrecke, aufgestellt in Göteborg 2006.

## Trainerin
Marx ist Nachwuchsbundestrainerin für die Strecken 100 m, 200 m, 4 × 100 m der Männer beim Deutschen Leichtathletik-Verband. In ihrer Wahlheimat Dresden trainiert sie dabei Talente wie Pascal Boden und Vivienne Morgenstern, welche sie bis zur U20-WM und U23-EM bringen konnte.

## Privates
Marx studierte Sportwissenschaften an der Humboldt-Universität Berlin. Sie lebt in Dresden und hat eine Tochter.